# Martí Vilanova i Purcallas
Martí Josep Enric Vilanova i Purcallas (Figueres, 26 d'abril de 1896 - Aulnay-sous-Bois, 8 d'abril de 1930) fou un activista polític independentista català, que morí jove però que tingué una gran influència en el moviment republicà i federal del seu temps. Va col·laborar estretament amb els seus companys agitadors polítics, Jaume «Met» Miravitlles i Salvador Dalí. De fet, eren bons amics i, segons relata Dalí a la seva autobiografia, Vilanova el va salvar d'ofegar-se en una galleda d'aigua mentre pintava una pancarta al terrat de casa. Junts, varen fundar a Figueres el grup marxista Renovació Social, i publicaren el primer número del seu periòdic, amb el mateix nom, el 26 de desembre de 1921. Posteriorment, s'afilià a Estat Català poc després que aquest partit fos fundat per Francesc Macià.
Al principi de la dictadura de Primo de Rivera, fou arrestat per repartir un manifest de Francesc Macià i engarjolat a la presó de Figueres durant sis mesos. Tant ell com Jaume Miravitlles foren condemnats i desterrats a l'exili. Salvador Dalí també fou arrestat, sembla que per haver cremat una bandera espanyola, tot i que finalment fou absolt.
Martí Vilanova es casà, significativament, el primer de maig de 1926 a Cervera de la Marenda, a la Catalunya del Nord, havent passat la frontera de forma clandestina. Macià en fou el padrí de noces.
Encapçalà una de les dues columnes de combatents d'Estat Català durant els Fets de Prats de Molló el novembre de 1926. Novament fou engarjolat a la presó de la Santé de París mentre esperava el judici. Aquí escrigué l'article Recobrament nacional? que es publicà a la revista Ressorgiment el desembre de 1926. Fou pare de Jordi Vilanova i Cardona, nascut el 1927 a París. El 1928 es va afiliar al Partit Comunista Català i va escriure nombrosos articles a L'Opinió sobre el marxisme i el fet nacional.
El 8 de febrer de 1930, morí de pulmonia a Aulnay-sous-Bois, poc més d'un any abans de les eleccions municipals del 12 d'abril de 1931. Ventura Gassol li dedicà un poema, Ja sé que ets mort, i Jordi Arquer un article a la publicació del Partit Comunista Català l'Andreuenc-Treball.
El 9 de desembre de 1931, i fins al 1939, nomenaren l'actual carrer barceloní de Ciutat de Granada/Sant Quintí/La Corunya (segons tram) com a Martí Vilanova.